# Promachus calanus
Promachus calanus är en tvåvingeart som först beskrevs av Walker 1851.  Promachus calanus ingår i släktet Promachus och familjen rovflugor. Inga underarter finns listade i Catalogue of Life.